# Britt-Marie Danestig
Britt-Marie Danestig, född 19 juli 1940 i Östra Eneby församling i Norrköping, är en svensk politiker (vänsterpartist), som var riksdagsledamot 1994–2006, invald för Östergötlands läns valkrets.
Danestig har arbetat som universitetsadjunkt. I riksdagen var hon förste vice ordförande i utbildningsutskottet 1998–2006 (dessförinnan ledamot i samma utskott från 1994). Hon var även suppleant i försvarsutskottet, kulturutskottet och valberedningen.